# Cantone di Lusignan
Il Cantone di Lusignan è una divisione amministrativa degli arrondissement di Montmorillon e di Poitiers.
A seguito della riforma complessiva dei cantoni del 2014 è passato da 9 a 19 comuni.

## Composizione
Prima della riforma del 2014 comprendeva i comuni di:
- Celle-Lévescault
- Cloué
- Coulombiers
- Curzay-sur-Vonne
- Jazeneuil
- Lusignan
- Rouillé
- Saint-Sauvant
- Sanxay

Dal 2015 comprende i comuni di:
- Anché
- Brux
- Ceaux-en-Couhé
- Celle-Lévescault
- Châtillon
- Chaunay
- Cloué
- Couhé
- Coulombiers
- Curzay-sur-Vonne
- Jazeneuil
- Lusignan
- Payré
- Romagne
- Rouillé
- Saint-Sauvant
- Sanxay
- Vaux
- Voulon